# جورج ديفيد باين
جورج ديفيد باين (بالإنجليزية: George David Payne)‏ هو مهندس معماري أسترالي، ولد في 1853 في لندن في المملكة المتحدة، وتوفي في 1916 في بريزبان في أستراليا.